# Rothmannia vietnamensis
Rothmannia vietnamensis är en måreväxtart som beskrevs av Deva D. Tirvengadum. Rothmannia vietnamensis ingår i släktet Rothmannia och familjen måreväxter. Inga underarter finns listade i Catalogue of Life.